# Sloanea suaveolens
Sloanea suaveolens là một loài thực vật thuộc họ Elaeocarpaceae. Đây là loài đặc hữu của New Caledonia.